# الکسی کودریافتسف
الکسی کودریافتسف (روسی: Алексей Кудрявцев؛ زادهٔ ۲۸ اکتبر ۱۹۷۲) شناگر اهل روسیه بود.
وی در مسابقات کشوری و بین‌المللی در مجموع برندهٔ ۱ مدال طلا شده‌است.